# Rattlesnakes and Gunpowder
Rattlesnakes and Gunpowder è un cortometraggio muto del 1911 diretto da Allan Dwan

## Produzione
Il film fu prodotto dalla Flying A (American Film Manufacturing Company). Venne girato in Arizona.

## Distribuzione
Distribuito dalla Motion Picture Distributors and Sales Company, il film - un cortometraggio della lunghezza di 150 metri - uscì nelle sale cinematografiche USA il 29 maggio 1911.
Nelle proiezioni, veniva programmato con il sistema dello split reel, accorpato in un'unica bobina con un altro cortometraggio prodotto dalla Flying A, la commedia The Ranch Tenor.